# Bematistes rileyi
Bematistes rileyi är en fjärilsart som beskrevs av Le Doux 1937. Bematistes rileyi ingår i släktet Bematistes och familjen praktfjärilar. Inga underarter finns listade i Catalogue of Life.